# Голямо-Цирквиште
Голя́мо-Ци́рквиште (болг. Голямо църквище) — село в Тирговиштській області Болгарії. Входить до складу общини Омуртаг.

## Населення
За даними перепису населення 2011 року у селі проживали 269 осіб, з них 12 осіб (92,3%) — турки.
Розподіл населення за віком у 2011 році:
Динаміка населення: